# Amarilis Savón
Amarilis Savón Carmenate (ur. 13 maja 1974 w Santiago de Cuba) – kubańska judoczka. Trzykrotna medalistka olimpijska.
Brała udział w czterech igrzyskach (IO 92, IO 96, IO 00, IO 04), na trzech zdobywała brązowe medale. W 1992 i 1996 zajmowała trzecie miejsce w najniższej wadze, do 48 kilogramów. W 2004 wywalczyła brązowy medal w wadze do 52 kilogramów. Zdobyła cztery medale mistrzostw świata. W 2003 triumfowała w wadze do 52 kilogramów, w wadze do 48 kilogramów zdobyła srebro w 1997 i 1999 oraz brąz w 1995. Na igrzyskach panamerykańskich zwyciężała trzykrotnie, w 1995, 1999 i 2003. Zdobyła szereg medali na mistrzostwach Kuby, jedenastokrotnie zostawała mistrzynią kraju seniorów (w wagach do 48 i 52 kilogramów).